# Colonna Film
La Colonna Film fu una casa cinematografica italiana, fondata a Roma nel 1949 da Sergio Amidei per la produzione di film.

## Storia
La casa cinematografica fu fondata a Roma, nel 1949, da Sergio Amidei, soggettista e sceneggiatore cinematografico, alla sua prima esperienza come produttore. L'impresa nasce come S.p.A., con un capitale iniziale di £ 10.000.000 (dieci milioni) con sede a Piazza di Spagna n. 51 e con le cariche di Direttore Generale nella persona di Sergio Amidei e Mario Gonella come Consigliere delegato.

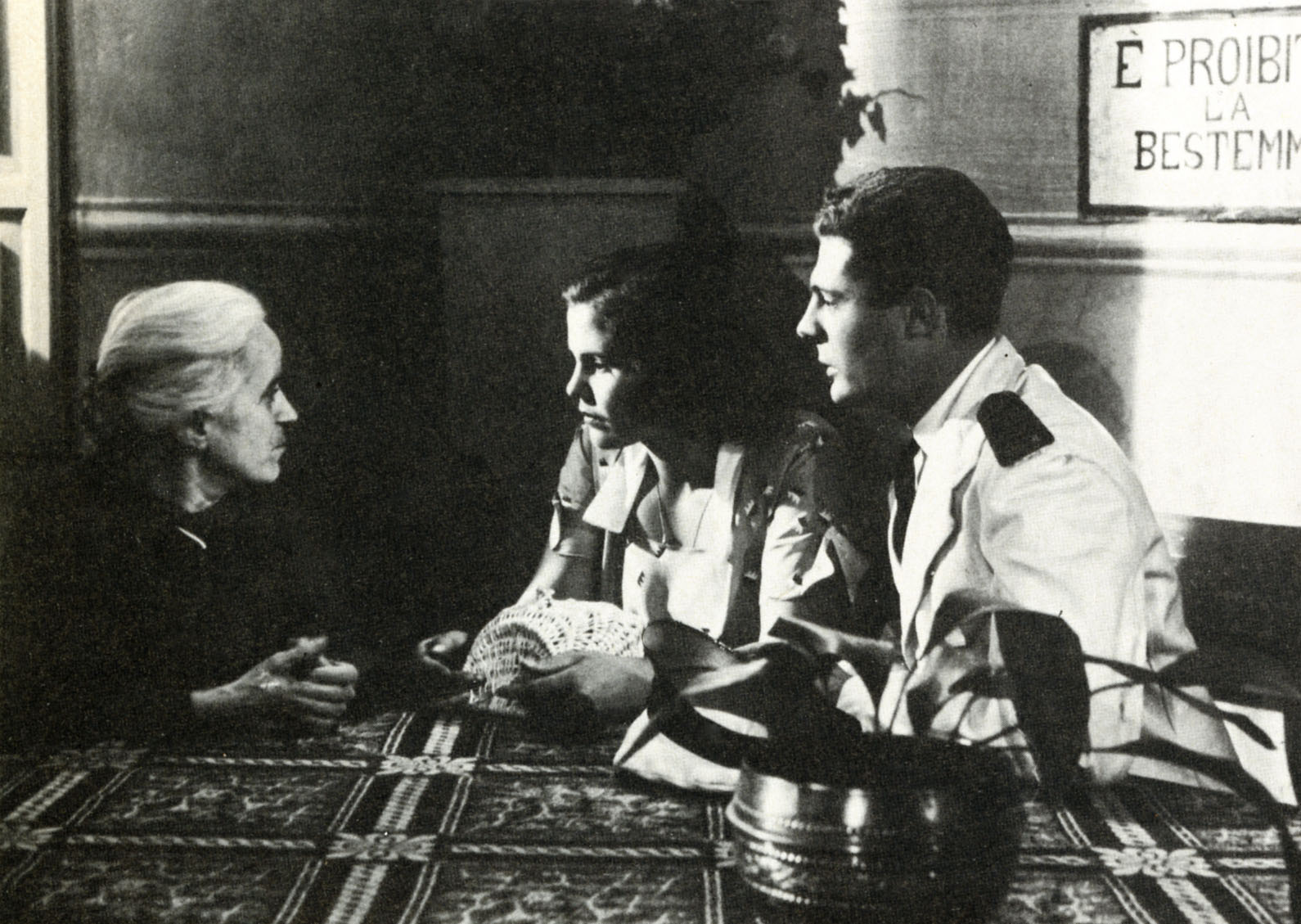
Anna Medici e Marcello Mastroianni in Domenica d'agosto

L'impresa produsse un solo film nel 1949, Domenica d'agosto, di cui lo stesso Amidei fu soggettista e sceneggiatore; dopo questa pellicola la società fu sciolta nel giro di pochi anni.

## Filmografia
- Domenica d'agosto, regia di Luciano Emmer (1950)